# Siemens Vectron

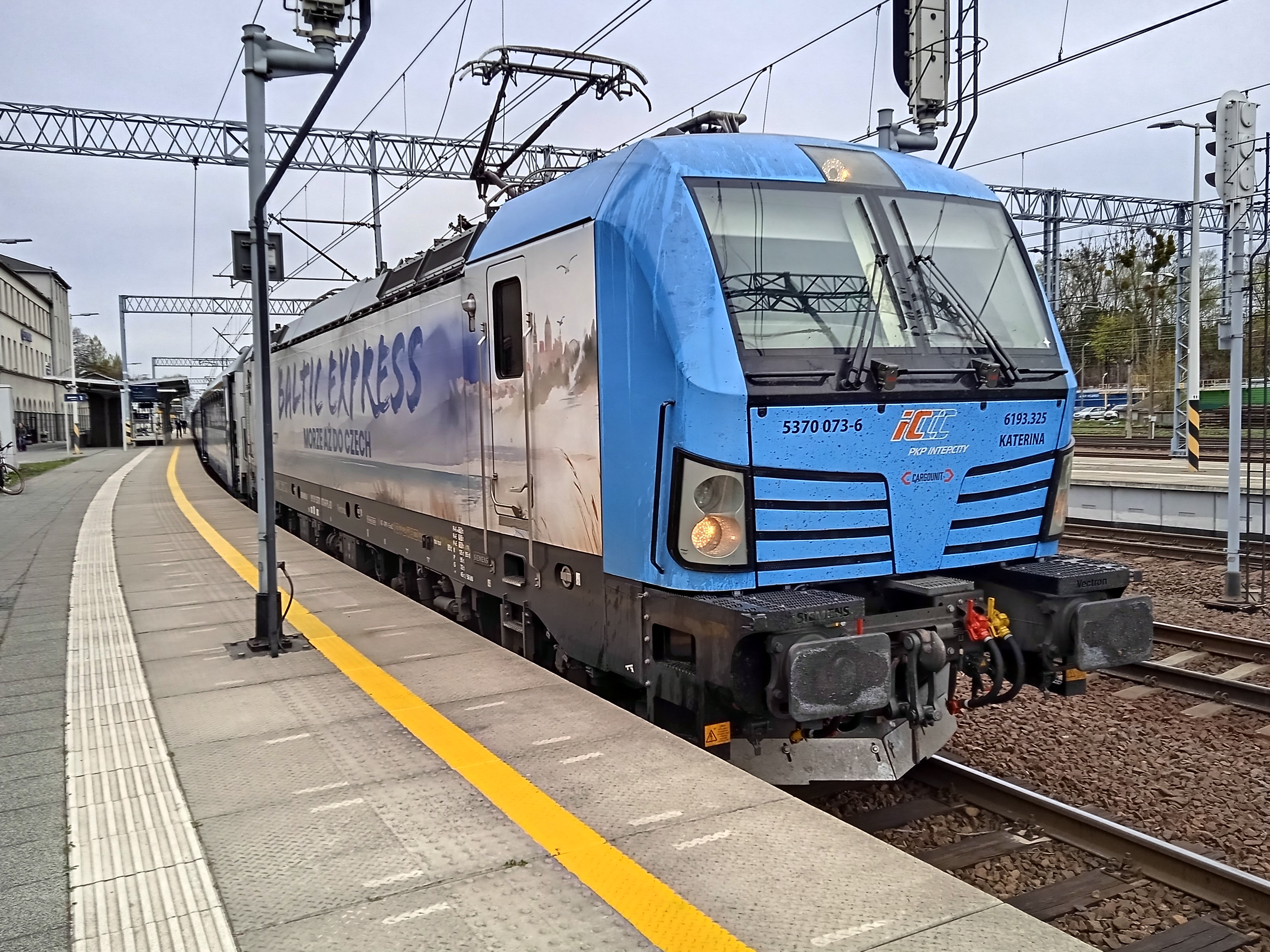
193-325 Katerina w okleinie Baltic Express Morze aż do Czech z IC Sobieski w Rybniku

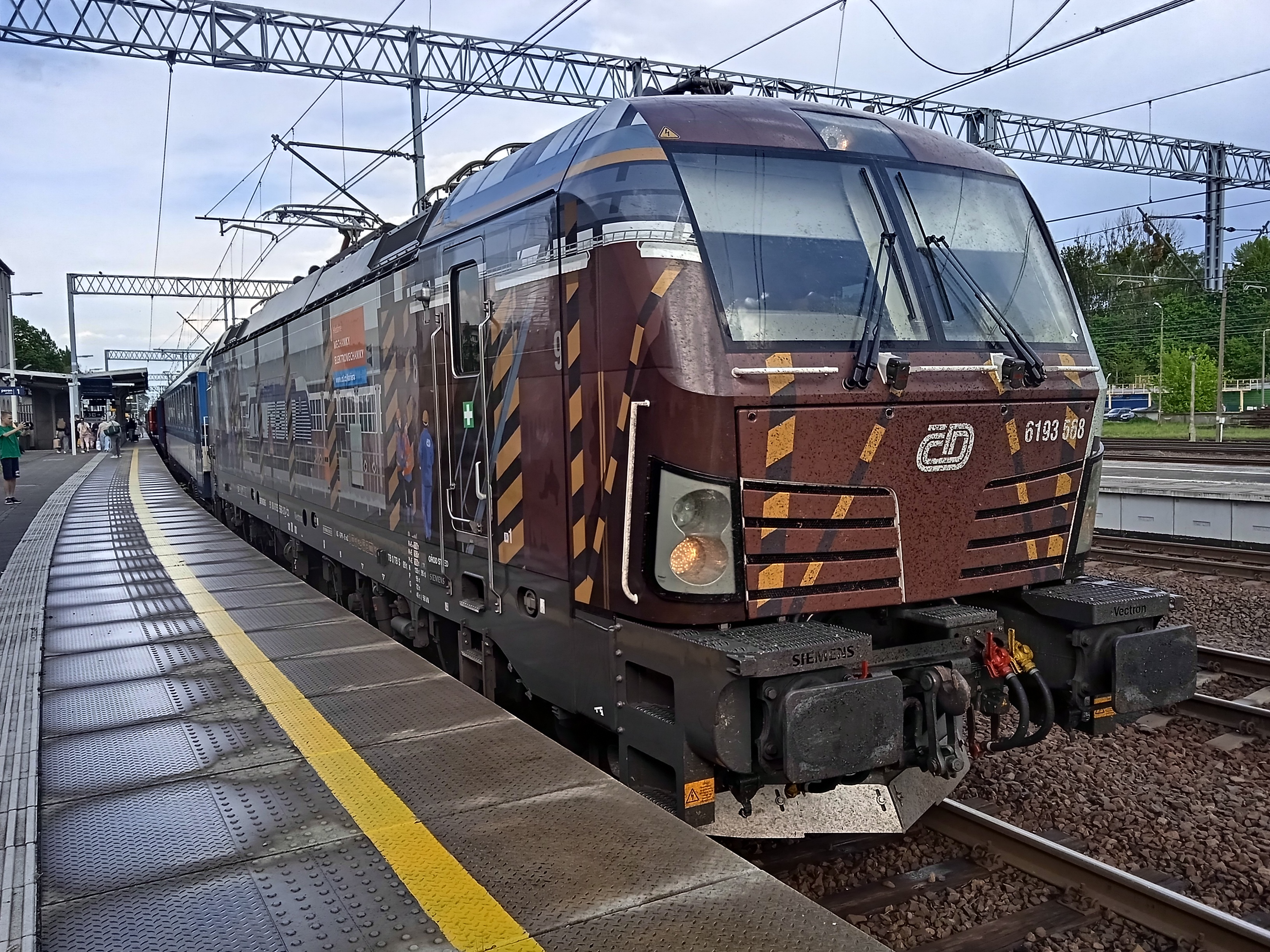
193-568 w okleinie Hledáme Mechaniky Elektromechaniky z IC Silesia w Rybniku

Siemens Vectron – rodzina lokomotyw produkowanych przez niemieckiego Siemensa, przeznaczonych do prowadzenia pociągów towarowych oraz pasażerskich.

## Historia
Siemens zaprezentował wielosystemowy elektrowóz 29 czerwca 2010 roku w Wegberg-Wildenrath. Podczas targów kolejowych InnoTrans 2010 została zaprezentowana lokomotywa spalinowa.

## Konstrukcja
Stylistyka zewnętrzna lokomotyw Vectron jest tylko nieznacznie odmienna od elektrowozów Eurosprinter. Konstrukcja wewnętrzna została całkiem odmiennie skonstruowana. Maszynownia posiada w przeciwieństwie do Traxxa prosty korytarz środkowy i wszystkie elementy mają swoje stałe miejsce po bokach. Osie lokomotywy napędzane są przez koła zębate.
Masa służbowa elektrowozu czteroosiowego wynosi 80-90 ton. Lokomotywa może być wyposażona we wszystkie systemy sterowania ruchem kolejowym oraz system sterowania ETCS. Proponowane są następujące warianty:
- Lokomotywa wielosystemowa o mocy 6400 kW i prędkości maksymalnej 200 km/h.
- Lokomotywa na prąd przemienny o mocy 6400 kW i prędkości maksymalnej 160 lub 200 km/h.
- Lokomotywa na prąd stały o mocy 5200 kW i prędkości maksymalnej 160 lub 200 km/h.
- Lokomotywa na prąd przemienny o mocy 5600 kW i prędkości maksymalnej 160 km/h.

Lokomotywy elektryczne przystosowane są zasadniczo do prędkości maksymalnej do 160 km/h. Elektrowozy można przystosować bez większych modyfikacji do prędkości maksymalnej 200 km/h. W elektrowozach można zamontować dodatkowy silnik spalinowy wysokoprężny o mocy 180 kW przeznaczony do manewrowania na niezelektryfikowanych bocznicach. Lokomotywy spalinowe przystosowane są do prędkości maksymalnej 160 km/h. Pudło lokomotywy jest dłuższe niż lokomotywy elektrycznej. Spalinowóz posiada dwa korytarze boczne oraz szesnastocylindrowy silnik V-MTU zgodny z poziomami emisji normy UE IIIB.

## Dopuszczenia

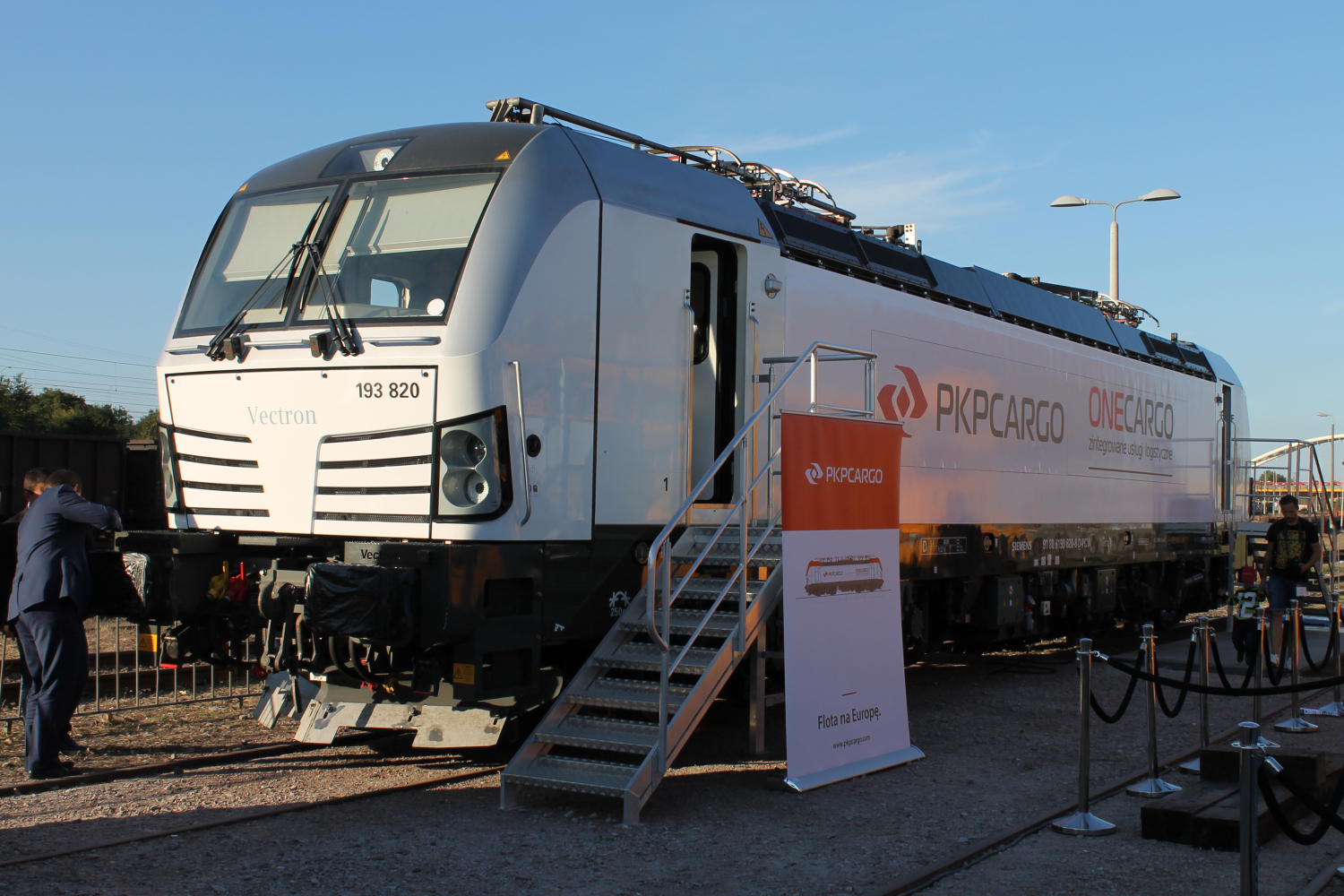
Wielosystemowy Vectron prezentowany podczas Trako 2015

### Lokomotywy elektryczne
Lokomotywy elektryczne pod koniec czerwca 2012 roku otrzymały w Rumunii pierwsze stałe dopuszczenie do sieci kolejowej oraz tymczasowe dopuszczenie na polskich i szwedzkich liniach kolejowych. Elektrowóz otrzymał stałe dopuszczenie w Polsce we wrześniu 2012 roku. W Niemczech zatwierdzono dopuszczenie 21 grudnia 2012 roku. W marcu 2013 roku zostało zatwierdzone dopuszczenie w Austrii. W maju 2013 roku otrzymał w Szwecji. 5 grudnia 2013 roku Siemens ogłosił otrzymanie dopuszczenia na Węgrzech. 1 lipca 2014 roku elektrowozy dopuszczono w Norwegii. 2 lipca 2014 roku lokomotywa wielosystemowa otrzymała dopuszczenie na niemieckiej sieci kolejowej. 7 listopada 2014 otrzymała w Turcji. W tym samym czasie sześć lokomotyw wielosystemowych otrzymało tymczasowe zezwolenie w Czechach. 14 listopada zostało udzielone tymczasowe zezwolenie na Słowacji. Nieco później kilka lokomotyw na prąd stały zostało tymczasowo dopuszczonych dla Republiki Czeskiej. Ostateczne zatwierdzenie dla Czech zostało udzielone 25 marca 2015 roku. 12 maja 2015 roku zatwierdzono dopuszczenie na Słowacji. W lipcu 2015 roku Siemens ogłosił wydanie certyfikatu dopuszczenia elektrowozu we Włoszech. Od sierpnia 2015 roku wielosystemowy elektrowóz jest również dopuszczony w Polsce. We wrześniu 2015, homologacja została zatwierdzona w Chorwacji oraz Słowenii. Elektrowozy posiadają dopuszczenie w Niemczech, Włoszech, Chorwacji, Norwegii, Austrii, Polsce, Rumunii, Szwecji, Słowacji, Słowenii, Czechach, Turcji i na Węgrzech.

### Lokomotywy spalinowe
Od 24 września 2014 roku lokomotywa spalinowa otrzymała dopuszczenie w Niemczech. 3 sierpnia 2015 roku Siemens ogłosił zatwierdzenie dopuszczenia w Austrii.

### Dopuszczenia
| Państwo    | MS  | AC  | DC  | DE | DM | DM light |                             |
| ---------- | --- | --- | --- | -- | -- | -------- | --------------------------- |
| Austria    | x   | x   |     | x  |    |          | [ 28 ] [ 29 ]               |
| Belgia     | x   | (x) | (x) |    |    |          | [ 30 ]                      |
| Bułgaria   | (x) | x   |     |    |    |          | [ 31 ]                      |
| Chorwacja  | x   | x   |     |    |    |          | [ 32 ]                      |
| Czechy     | x   | x   | x   |    |    |          | [ 33 ]                      |
| Dania      |     | x   |     |    |    |          | [ 34 ]                      |
| Finlandia  |     | x   |     |    |    |          | [ 35 ]                      |
| Holandia   | x   |     |     |    |    |          | [ 36 ]                      |
| Niemcy     | x   | x   |     | x  | x  |          | [ 37 ] [ 38 ] [ 39 ] [ 40 ] |
| Norwegia   |     | x   |     |    |    |          | [ 41 ]                      |
| Polska     | x   |     | x   |    |    |          | [ 42 ] [ 43 ]               |
| Rumunia    | x   | x   |     |    |    |          | [ 44 ]                      |
| Serbia     | x   | (x) |     |    |    |          | [ 31 ]                      |
| Słowacja   | x   | x   |     |    |    |          | [ 45 ]                      |
| Słowenia   | x   |     |     |    |    |          | [ 32 ]                      |
| Szwajcaria | x   | x   |     |    |    |          | [ 31 ]                      |
| Szwecja    |     | x   |     |    |    |          | [ 46 ]                      |
| Turcja     | x   | x   | x   | x  |    |          | [ 47 ]                      |
| Węgry      | x   | x   |     |    |    |          | [ 48 ]                      |
| Włochy     | x   |     | x   |    |    |          | [ 49 ] [ 50 ]               |

## Zamówienia

### 2010
W grudniu 2010 roku niemiecka firma leasingowa Railpool zamówiła sześć lokomotyw dla transgranicznego ruchu towarowego i pasażerskiego w Niemczech i Austrii. Pierwsza lokomotywa została dostarczona 19 grudnia 2012 roku.

### 2012
W marcu 2012 roku włoski przewoźnik kolejowy FuoriMuro zamówił dwa elektrowozy zasilane prądem stałym do pociągów towarowych na linii kolejowej pomiędzy Genuą oraz Tortoną. W grudniu 2012 roku przewoźnik towarowy DB Schenker Rail Polska (obecnie DB Cargo Polska) zamówił 23 elektrowozy zasilane prądem stałym do pociągów towarowych. Dostawy lokomotyw zostały zakończone w 2015 roku. Zamówienie może być uzupełnione o 13 dodatkowych lokomotyw.

### 2013

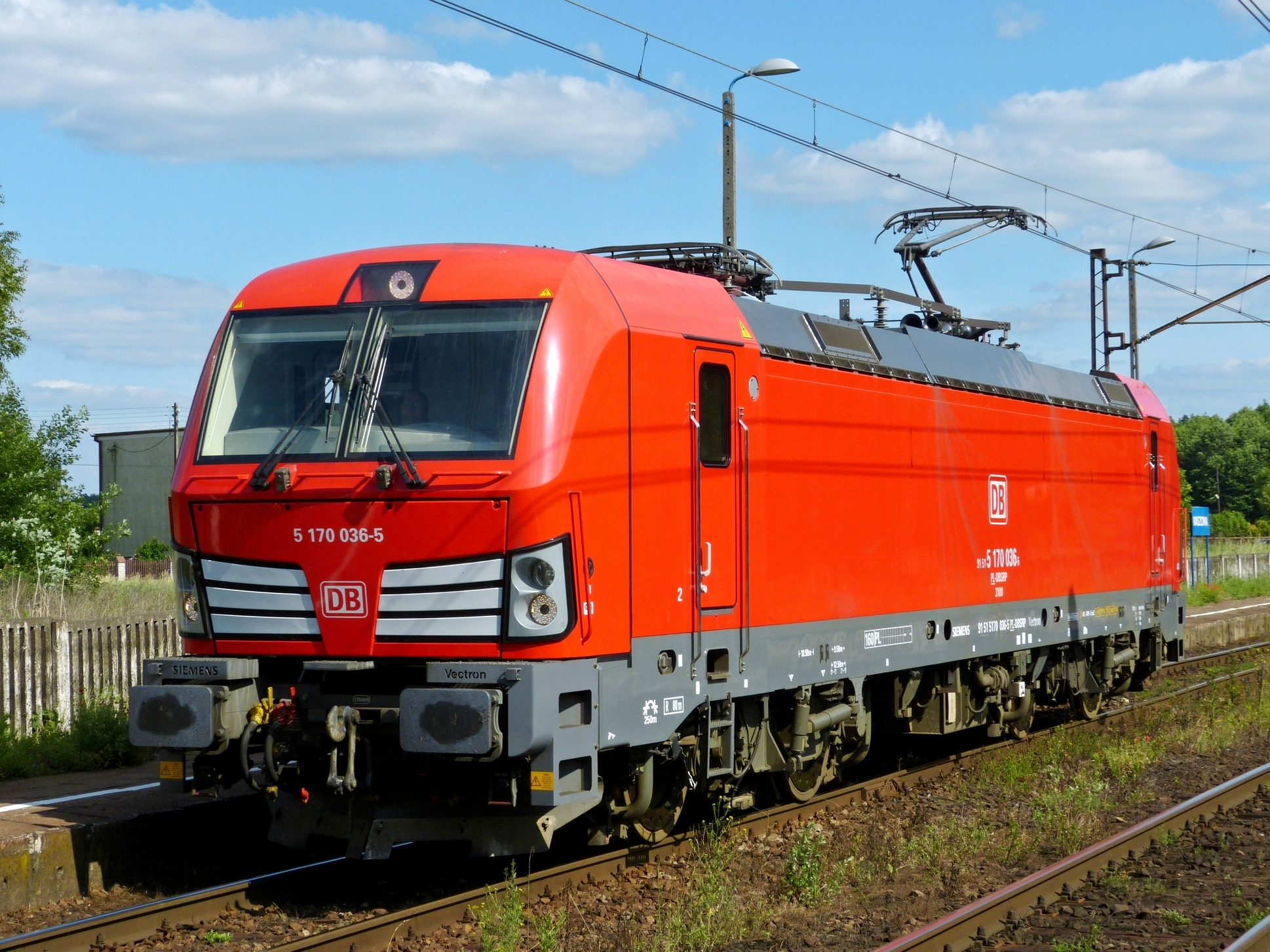

Spółka Dispolok na początku czerwca 2013 roku podpisała umowę z Siemensem na dostawę 15 lokomotyw Vectron przeznaczone do ruchu granicznego między Niemcami, Austrią i Węgrami. Elektrowozy wyposażono w Europejski System Sterowania Pociągiem. Pierwsze lokomotywy zostały przekazane jeszcze w 2013 roku w fabryce lokomotyw Siemensa na Kraussmaffei-Strasse w Monachium-Allach.
Austriacka firma Cargo Service zamówiła jeden elektrowóz. Po dostarczeniu 2 marca 2014 roku była to pierwsza lokomotywa tej serii eksploatowana w Austrii. Przewoźnik towarowy BoxXpress podpisał 12 sierpnia 2013 roku umowę na dostawę czterech elektrowozów wyposażonych w system ETCS do kursowania między Niemcami i Austrią. Jedyna lokomotywa spalinowa została kupiona przez instytut w Wegberg-Wildenrath 1 października 2013 roku. Przewoźnik kolejowy Paribus 17 października 2013 roku zamówił dwa elektrowozy eksploatowane do prowadzenia pociągów pasażerskich w Szwecji. 20 grudnia 2013 roku koleje fińskie zamówiły 80 elektrowozów do pociągów towarowych. Włoski prywatny operator kolejowy Compagnia Ferroviaria Italiana złożył zamówienie na dwie lokomotywy na prąd stały w lutym 2014 roku.

### 2014
Przewoźnik kolejowy ELL Austria zamówił 31 marca 2014 roku 50 elektrowozów. Niemiecka firma Service GmbH podpisała 11 kwietnia 2014 roku zamówienie na elektrowóz, który został dostarczony w sierpniu 2014 roku. Przewoźnik kolejowy Railpool 9 maja 2014 roku zamówił pięć lokomotyw, które zostały dostarczone w krótkim czasie. 17 czerwca 2014 roku Dispolok zamówił dodatkowo 20 lokomotyw do prowadzenia pociągów pasażerskich z prędkością maksymalną 200 km/h. W listopadzie 2014 roku przewoźnik BoxXpress zamówił dodatkowo cztery elektrowozy. Od 11 grudnia 2014 roku jeden elektrowóz jest eksploatowany przez Wiener Lokalbahnen do prowadzenia pociągów towarowych pomiędzy Niemcami i Austrią.

### 2015
27 marca 2015 roku szwajcarski przewoźnik BLS Cargo zamówił 15 elektrowozów wielosystemowych do prowadzenia pociągów towarowych w Niemczech, Austrii, Szwajcarii, Włoszech i Holandii. Przewoźnik towarowy Eisenbahngesellschaft Potsdam podpisał 7 maja 2015 roku zamówienie na jeden elektrowóz z dodatkowym silnikiem spalinowym. Przewoźnik ITL Eisenbahngesellschaft podpisał umowę na dostawę trzech elektrowozów wielosystemowych. Dostawa pierwszych dwóch lokomotyw odbyła się 27 sierpnia 2015 roku. PKP Cargo 23 września 2015 podpisało z Siemensem umowę na dostawę 15 wielosystemowych lokomotyw Vectron do wykorzystywania w ruchu tranzytowym na terenie Niemiec, Austrii, Słowacji, Węgier i Czech. 1 października 2015 roku przewoźnik MRCE zamówił dodatkowo 21 elektrowozów do pociągów towarowych kursujących w Niemczech, Austrii oraz we Włoszech. Również Railpool zamówił dodatkowo trzy elektrowozy. Niemiecka spółka UniCredit Leasing GmbH 30 listopada 2015 roku zamówiła osiem elektrowozów zasilanych prądem stałym do pociągów towarowych. 1 grudnia 2015 roku przewoźnik towarowy EP Cargo podpisał umowę na dostawę elektrowozu wielosystemowego. 22 grudnia 2015 roku słowacki przewoźnik Prvá Slovenská Zeleznicna złożył zamówienie na elektrowóz wielosystemowy.

### 2016
29 stycznia 2016 przewoźnik towarowy Lokomotion GmbH podpisał umowę z Siemensem na dostawę 8 elektrowozów wielosystemowych Vectron przeznaczonych do ruchu granicznego między Niemcami, Austrią i Włochami. Elektrowozy wyposażono w Europejski System Sterowania Pociągiem.

### Zamówienia
| Rok            | Przewoźnik                         | Liczba    | Zasilanie | Oznakowanie                                                                                          |                      |
| -------------- | ---------------------------------- | --------- | --------- | --- | -------------------- |
| 2018           | Adria Transport                    | 01        | MS        | 193 822                                                                                              | [ 72 ]               |
| 2021           | Akiem                              | 020       | MS        | | [ 73 ]               |
| 2015 2019      | BLS Cargo AG                       | 040       | MS        | | [ 74 ] [ 75 ]        |
| 2013           | BoxXpress                          | 04        | AC        | |                      |
| 2014           | boxXpress                          | 04        | AC        | |                      |
| 2013           | CargoServ                          | 01        | AC        | 1193 890                                                                                             | [ 76 ] [ 77 ]        |
| 2014           | Compagnia Ferroviaria Italiana     | 02        | DC        | |                      |
| 2021           | DB Systemtechnik                   | 01        | AC        | 193 969                                                                                              | [ 78 ] [ 79 ]        |
| 2015           | DB Cargo Italia                    | 08        | DC        | 191 013-014                                                                                          | [ 80 ]               |
| 2012           | DB Cargo Polska                    | 023       | DC        | | [ 81 ]               |
| 2018-2020      | DSB                                | 042       | AC        | | [ 82 ] [ 83 ] [ 84 ] |
| 2015           | Eisenbahngesellschaft Potsdam      | 01        | AC        | 193 848                                                                                              |                      |
| 2015           | EP Cargo                           | 01        | MS        | |                      |
| 2014           | ELL Austria                        | 012 038   | MS AC     | 193 205-207, 214-216, 220-222, 226-227, 820 193 201-204, 208-213, 217-219, 223-225, 228-239, 831-832 |                      |
| 2012           | FuoriMuro                          | 02        | DC        | | [ 85 ]               |
| 2017           | Hupac                              | 08        | MS        | 193 490-193 495                                                                                      | [ 86 ] [ 87 ] [ 88 ] |
| 2015           | ITL Eisenbahngesellschaft mbH      | 03        | MS        | | [ 89 ]               |
| 2017           | Österreichische Bundesbahnen       | 113       | MS        | 1293 001–085 1293 173–200                                                                            | [ 90 ] [ 91 ]        |
| 2014           | Valtion Rautatiet (VR) (Finlandia) | 080       | AC        | 3301–3380                                                                                            | [ 92 ]               |
| 2014           | mgw Service                        | 01        | AC        | 193 845                                                                                              | [ 93 ]               |
| 2016           | mgw Service                        | 01        | MS        | 193 846                                                                                              | [ 94 ]               |
| 2014           | Mitsui Rail Capital Europe         | 020       | AC        | 193 600-606, 861-867, 874-879                                                                        |                      |
| 2015           | Mitsui Rail Capital Europe         | 011       | MS        | |                      |
| 2015           | Mitsui Rail Capital Europe         | 010       | AC        | 193 607-610                                                                                          |                      |
| 2013           | Mitsui Rail Capital Europe         | 015       | AC        | 193 850-860, 870-873                                                                                 |                      |
| 2013           | Paribus Rail                       | 02        | AC        | 193 921-922                                                                                          | [ 95 ] [ 96 ]        |
| 2015-2022      | PKP Cargo                          | 020 z 025 | MS        | EU46-501÷520                                                                                         | [ 97 ] [ 98 ] [ 99 ] |
| 2019           | PKP Cargo International            | 03        | M         | 383 053–055                                                                                          | [ 100 ]              |
| 2015           | Prüfcenter Wegberg-Wildenrath      | 01        | DE        | 247 901                                                                                              |                      |
| 2015           | Prvá Slovenská Železnicná          | 01        | MS        | 193 820                                                                                              | [ 101 ]              |
| 2010 2014-2016 | Railpool                           | 029       | AC        | 193 801–806 193 810–817 193 824–828 193 990–999                                                      | [ 102 ] [ 103 ]      |
| 2021-2022      | Railpool                           | 090       | MS        | | [ 104 ] [ 105 ]      |
| 2015           | SBB Cargo International,           | 038       | MS        | 193 461–478 193 516–535                                                                              | [ 106 ] [ 107 ]      |
| 2016           | Lokomotion                         | 08        | MS        | |                      |
| 2010           | Siemens                            | 01        | DE        | 247 901                                                                                              |                      |
| 2015           | Siemens                            | 02        | DE        | 247 902-903                                                                                          |                      |
| 2015           | Unicredit Leasing                  | 08        | DC        | |                      |
| 2014           | Wiener Lokalbahnen Cargo GmbH      | 01        | AC        | 1193 980                                                                                             |                      |
|                | Razem                              | 666 z 671 |           | |                      |

Uwaga!: Powyższa tabela nie zawiera wszystkich zakontraktowanych, czy nawet wyprodukowanych lokomotyw. W maju 2020 roku liczba zakontraktowanych lokomotyw przekroczyła 1000 egzemplarzy, zaś w pod koniec października 2021 lokomotywa numer 1000 została dostarczona Duńskim Kolejom Państwowym.

### PKP Intercity
W marcu 2012 roku PKP Intercity wypożyczyło jednego Vectrona w celach testowych, oraz w celu prowadzenia pociągu Ex Małopolska. Pojazd był eksploatowany do 1 lipca, po czym został przekazany spółce ITL Polska. Następnie przewoźnik rozpoczął eksploatację kolejnego Vectrona, który pracował do sierpnia.

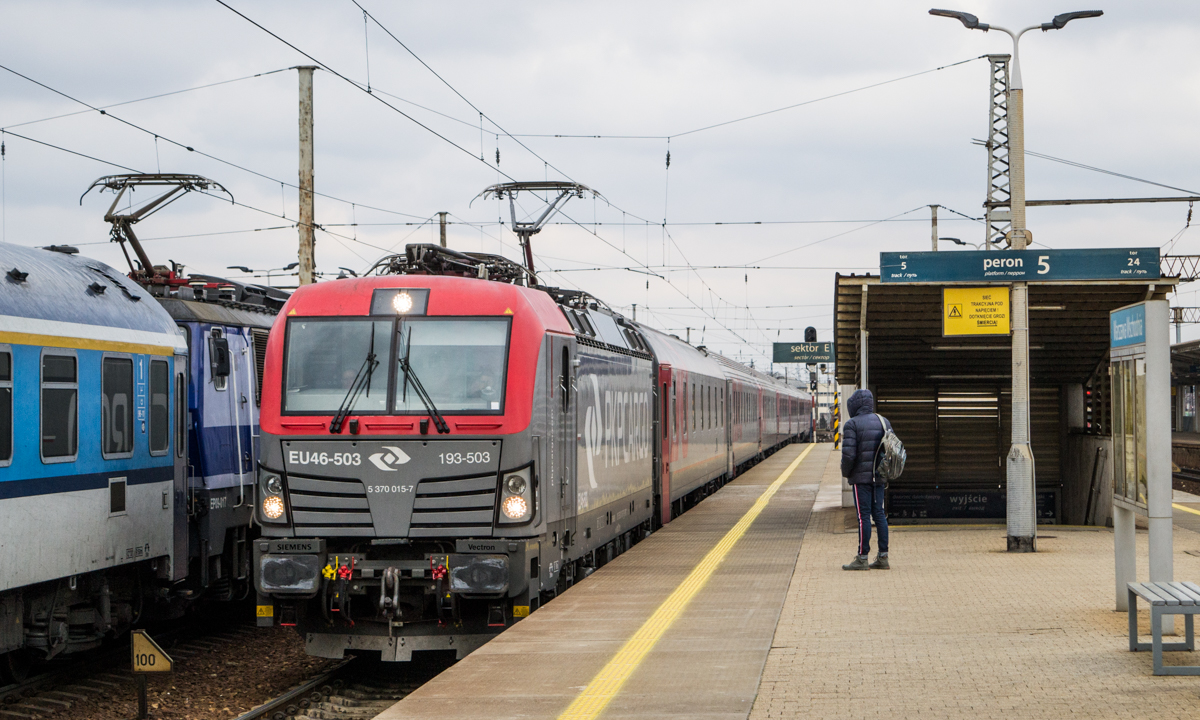
Vectron PKP Cargo w służbie PKP Intercity
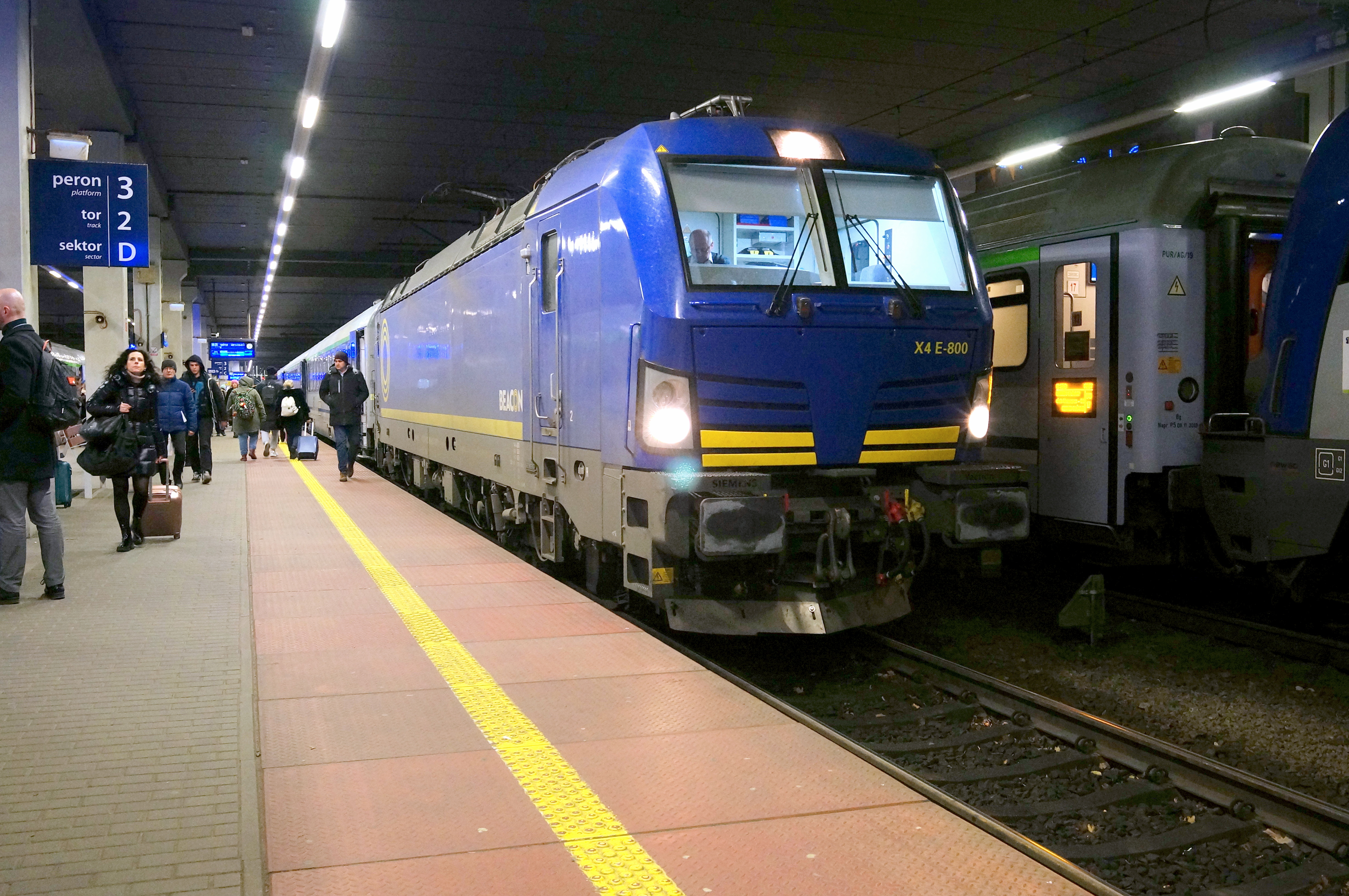
Vectron X4E dzierżawiony przez PKP IC na stacji Poznań Główny
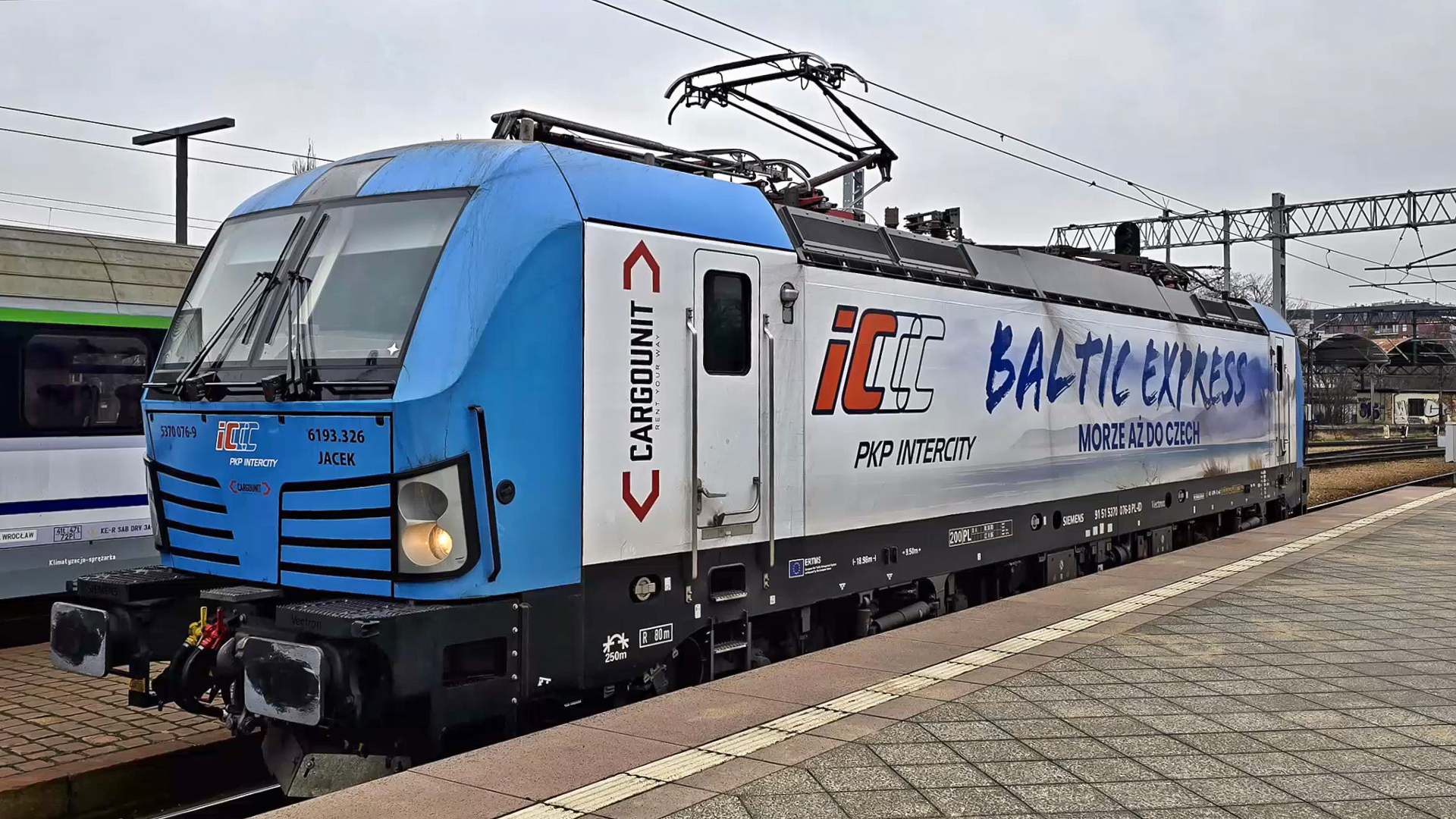
Vectron 6193.326 w okleinie Baltic Express na stacji Wrocław Główny